# Spalangia oviceps
Spalangia oviceps är en stekelart som beskrevs av Boucek 1965. Spalangia oviceps ingår i släktet Spalangia och familjen puppglanssteklar.
Artens utbredningsområde är Tanzania. Inga underarter finns listade i Catalogue of Life.